# 会津大学
会津大学（あいづだいがく、英語：University of Aizu）は、 福島県会津若松市一箕町鶴賀字上居合90に本部を置く公立大学。会津地方になかった四年制大学として福島県庁が計画し、1993年4月に開学した。日本初のコンピュータ専門大学として開設され、コンピュータ理工学部・コンピュータ理工学科の一学部一学科で構成される。

## 概観
会津地方には長年にわたり高等教育機関が会津短期大学（現・会津大学短期大学部）のみであり、会津大学は四年制大学を作るという会津の人々の悲願を叶えることとなった。
福島県庁は1992年4月に大学設置を文部科学省へ申請し、12月に認可された。國井利泰（東京大学名誉教授、元理学部情報科学科教授）を初代学長に迎えて開学した。コンピュータサイエンス（計算機科学）を扱う学科は以前から存在したが、ほぼそれのみの大学は日本においては、2010年代でも珍しかった。國井は国内に限らず、全世界を対象として教員を募集した。その結果、開学当時から教員82人のうち、48人が外国人教員で占められるという、当時の日本では前例のない体制が出来上がった。開学のタイミングがソビエト連邦の崩壊と重なったこともあり、旧ソ連圏の研究者が多く着任した。2015年時点においても、会津大における外国人教員の割合は4割弱と非常に高い水準である。
全ての学位論文において、英語での執筆および学内での発表が義務付けられていることも特色である。大学院で修士論文や博士論文を英語で執筆することは日本でも珍しくはないが、学士も英語論文執筆が義務付けられていることは、語学や文学の関係学科ではない学部・学科では極めて珍しい。こうした独自のカリキュラムは企業や社会から高い評価を受けている。その反面、高い難易度のためか留年する者も比較的多い。とはいえ、2015年時点では4年間での卒業率は7割と、他の理工系単科大学や総合大学の理系学部の平均と同程度であり留年率は開学当初よりも減っている。
コンピュータに特化した大学であることから、競技プログラミングが盛んである。競技プログラミング部は、2009年のACM国際大学対抗プログラミングコンテスト世界大会で、世界88ヶ国1838大学から勝ち抜いた100大学の中で、49位タイ入賞を果たした。2016年、2017年、2021年も世界大会に出場。2021年には117チーム中、27位の成績を収めた。
開学時から英語教育に力をいれており、スーパーグローバル大学創成支援事業(グローバル化牽引型)の実施校である。大学の特徴として、コンピュータ理工学専門教育、グローバル・多文化環境、ベンチャー・起業家精神の3つが掲げられる。会津大学発のスタートアップ企業は29社と、全国の公立大学最多である。地域おこしのため、会津若松市や会津地域の住民も、会津大学や大学発企業へのビッグデータ提供などに協力的である。
2016年4月時点で、コンピュータ理工学部を設置している大学は会津大学と、京都産業大学である。山梨大学は工学部にコンピュータ理工学科を設置している。類似する学部としては、東京工科大学のコンピュータサイエンス学部がある。

## 沿革
- 1993年4月：会津大学設立[1]（コンピュータ理工学部コンピュータソフトウェア学科、コンピュータハードウェア学科）。福島県立会津短期大学（1951年設置）を会津大学短期大学部に改称。
- 1995年4月：マルチメディアセンター開設[1]。
- 1997年4月：大学院博士前期課程（修士課程）設置[1]（コンピュータ理工学研究科コンピュータ・情報システム学専攻、情報技術・プロジェクトマネジメント専攻）。
- 1999年4月：大学院博士後期課程を設置（コンピュータ理工学研究科コンピュータ・情報システム学専攻）。先端技術センター開設[1]。
- 2002年4月：産学イノベーションセンター（UBIC）開設[1]。
- 2006年4月：公立大学法人へ移行[1]。
- 2008年：大学の2学科（コンピュータソフトウェア学科、コンピュータハードウェア学科）をコンピュータ理工学科の1学科に統合・改組。
- 2009年4月：先端情報科学研究センター開設[1]。
- 2014年：文部科学省による「スーパーグローバル大学創成支援事業」において、グローバル化牽引型の大学に選出。
- 2016年：学部4学期制度を採用、留学生を対象とした「会津大学先進ICTグローバルプログラム」開始。
- 2017年：「THE 世界大学ランキング」において601位から800位、同ランキングの日本版において780大学中23位（総合）となる。
- 2018年：人工知能（AI）分野の研究拠点「X-Lab.-AI（AIセンター）」を4月に開設[1]。「THE 世界大学ランキング」において601位から800位、同ランキングの日本版において780大学中34位（総合）となる。会津大学AIセンターを設置。
- 2019年：4月に宇宙情報科学センター開設[1]。「THE 世界大学ランキング」の日本版において780大学中26位(総合)となる。
- 2024年10月1日：UBIC施設を改修し「ふくしまデジタルイノベーション地域中核拠点（FDIC）」開設。[6]
- 2025年7月24日：国立大学法人岡山大学と大学間アライアンス協定を締結。「宇宙分野」、「コンピュータサイエンス分野」、「スタートアップ分野」でのアライアンス（同盟）をスタート。[7]

## 基礎データ

### 所在地
- 福島県会津若松市一箕町鶴賀字上居合90

### 交通アクセス
交通アクセス（公式サイト）参照。

### 象徴
カレッジマークは、磐梯山と猪苗代湖を表現しており、外周にはアドミッションポリシーの「to Advance Knowledge for Humanity」が記載されている。
スクールカラーは「会津グリーン」。16進表記は#009999。鴨の羽色に近い青緑色である。

## 組織

### 学部
- コンピュータ理工学部
  - コンピュータ理工学科
    - コンピュータ・サイエンス部門
    - コンピュータ工学部門
    - 情報システム学部門

### 大学院
- コンピュータ理工学研究科
  - コンピュータ・情報システム学専攻（博士前期課程・博士後期課程）
  - 情報技術・プロジェクトマネジメント専攻（博士前期課程）

### 短期大学部
- 産業情報学科：現在は｢経営情報｣・｢デザイン情報｣の各コースからなっている
- 食物栄養学科
- 幼児教育学科

### 附属組織
- AIセンター
- 文化研究センター
- 語学研究センター
- 企画運営室
- ソフトウェアエンジニアリングセンター
- 情報センター
  - 情報処理センター
  - 情報センター附属図書館
- 産学イノベーションセンター
- 先端情報科学研究センター（CAIST）
- 復興支援センター
- グローバル推進本部
  - 国際戦略室
  - スーパーグローバル大学推進室
    - 海外拠点
      - シリコンバレーオフィス（「ハッカードージョー」内部）（2016年5月17日開所）
      - 大連拠点
      - 深圳拠点
- 先端ICTラボ LICTiA（リクティア）
- 宇宙情報科学研究センター（ARC-Space）

## 特徴的な学内施設

### コンピュータ演習室
院生含む学生と教員、一部職員に限りカードキー（ICカード）を用いて、研究棟（コンピュータ演習室や研究室が存在）と講義棟に通年24時間入退室可能である（入学試験時などを除く）。研究棟内にはコンピュータ演習室1,2,5,6、講義棟には同じく3,4があり、院生含む学生は設置されたワークステーションを利用できる。それぞれの端末のOSは、演習室1,2,3,4はCentOS、5,6はmacOSがインストールされている。

### Aizu Geek Dojo
研究棟内にあるものづくりに特化した工房。レーザーカッター、3Dプリンター等の機器や工具を使用できる。

### 産学イノベーションセンター（UBIC）
会津大学と企業、地域が連携して研究を進める産学官連携拠点。施設内にはモーションキャプチャルームがある。

### 先端ICTラボ LICTiA（リクティア）
会津若松市役所情報政策課情報管理グループ執務室、ソフトバンク社公認Pepperアトリエサトライトが施設内にある。

### 修学支援室
継続的な学習支援、学生をサポートを行う部屋。パーティションで仕切られたオープンスペースにテーブル、ワークステーションが配置されており、講義や演習の予習・復習を行なう事が出来る。室内に常時待機している修学支援員や大学院生によるTA (ティーチング・アシスタント) から、学習支援を受けることも可能である。

### グローバルラウンジ
学生、留学生、教職員が英語で語り合うコミュニケーションスペースである。

### 情報処理センター
ネットワーク、ソフトウェアの維持整備、不正アクセス等のセキュリティ対応、大学の基幹管理システムである学務システムや図書管理システムを全面的にバックアップサポートしている。

## 学生生活

### 部活動・クラブ・サークル
体育系・文化系の公認サークル団体は2016年時点で38団体。「競技プログラミング部」は、ACM国際大学対抗プログラミングコンテスト世界大会に3度出場している。
部・サークル一覧を参照

### 学園祭
毎年10月の体育の日前後に、学園祭実行委員会が主体となって「蒼翔祭」を開催している。

### 学生寮
2011年5月に「創明寮（そうめいりょう）」が完成した。日本全国及び世界各国から集まった学生による共同生活を通して、グローバルな視野を持ち社会性や協調性を身に付け、入寮者全員の修学意欲の向上と円滑な学生生活を送ることの出来る様サポートすることを目的としている。各ユニットには創明寮レジデントアシスタント1名が入居しており、創明寮が学生にとって安全で、安心して生活できる場所となるよう、様々な面で指導・助言をし、他の入居者をサポートする。一人部屋と二人部屋があり、一人部屋は10㎡、二人部屋は10㎡または12㎡の面積がある。

### 学生食堂・大学カフェ
学生食堂で、朝食・昼食・夕食が提供されている。朝食は学部生限定定期券が販売されている。

### 付属図書館
付属図書館はコンピュータ理工学に関する学術文献を中心とした数多くの図書資料が収容されている。図書収容冊数は約17万5千冊。18歳（高校生は除く）でも利用することが可能である。

## 対外関係
- マイクロソフト・サーティフィケイト・リサーチャーに認定されており、Windowsシリーズのソースコードの研究利用を行えることになっていたが、現状は不明瞭。
- 国内最大規模のanonymous FTPサーバを運用。CPAN、CRAN、CTAN、Cygwin、窓の杜、TurboLinuxの大手ミラーサイト。
  - 以前本項にて書かれていたRingプロジェクトはミラーしていないので注意。同プロジェクトのネットワーク上の直近は東北大となる。
- もともと設立の目的であった、地域産業振興を目的として、会津大学TLOなどの組織を有し、画像処理などの研究成果を地元企業との間で共有。産学連携を進めている。

## 交流協定提携校・研究所

### 国内
- 放送大学学園と単位互換協定を結んでおり、同大学で取得した単位を卒業に要する単位として認定することができる[8]。
- 山形大学と教育研究連携協力に関する協定を締結[9]。
- 岡山大学と大学間アライアンス協定を締結。岡山大学は文部科学省「地域中核・特色ある研究大学強化促進事業（J-PEAKS）」の採択大学であり、会津大学はJ-PEAKS採択大学である山形大学の参画機関である。J-PEAKSを通じ、国立大学法人と公立大学法人の法人の枠組みを越えて、我が国の研究大学群の形成を担うアライアンス（同盟）である[10][11]。

### 海外
- ローズハルマン工科大学（アメリカ）と単位互換協定を結んでおり、同大学で取得した単位を卒業に要する単位として認定することができる。
- サンクトペテルブルク電気工科大学（ロシア）
- サンクトペテルブルク情報技術・機械・光学大学（ロシア）
- 上海大学（中国）
- モスクワ物理工科大学（ロシア）
- モスクワ工科大学（ロシア）
- 北京大学核物理総合研究センター（中国）
- 華中科技大学（中国）
- サンクトペテルブルク大学（ロシア）
- 復旦大学（中国）
- 淡江大学（台湾）
- デュッセルドルフ専門大学（ドイツ）
- 釜山国立大学（韓国）
- 上海交通大学（中国）
- 中国科学院近代物理研究所（中国）
- 高麗大学（韓国）
- コンジュ国立大学（韓国）
- ノボシビルスク国立大学（ロシア）
- ノボシビルスク国立工科大学（ロシア）
- ロレーヌ工科大学／ナンシー校（フランス）
- ミュンヘン工科大学（ドイツ）
- ウメオ大学（スウェーデン）
- ティミソアラ工科大学（ルーマニア）
- サウスカロライナ大学（アメリカ）
- 南京大学（中国）
- ハルピン工業大学（中国）
- 北京大学　軟件微電子学院（中国）
- ウェストバージニア大学（アメリカ）
- ローマ・ラ・サピエンツァ大学（イタリア）
- ハリム大学（韓国）
- FPT大学（ベトナム）
- ベトナム国家大学ハノイ国際外国語大学（ベトナム）
- 忠北大学校（韓国）
- ポーランド日本情報工科大学（ポーランド）
- グダニスク工科大学（ポーランド）
- 郵政電信工芸学院（ベトナム）
- ハノイ工科大学（ベトナム）
- 朝陽科技大学（台湾）
- 延世大学バイオメトリックス工学研究所（韓国）
- ソウル市立大学（韓国）
- マーサー大学（アメリカ）
- 浦項工科大学X線画像センター（韓国）
- サンクトペテルブルグ工科大学（ロシア）
- インド工科大学デリー（インド）
- ポルト大学（ポルト）
- 国立曁南国際大学（台湾）
- テイラー大学（アメリカ）
- ワイカト大学（ニュージーランド）
- 大連東軟信息学院（中国）
- 国立中央大学大学院天文研究所（台湾）
- APEC気候センター（韓国）
- 国立応用科学院レンヌ校（フランス）
- 東フィンランド大学（フィンランド）
- 中南大学（中国）
- アフリカ科技大学（ナイジェリア）
- モスクワ教育大学（ロシア）
- マックス・プランク分子遺伝学研究所（ドイツ）
- ベトナム国家大学ハノイ・工業技術大学（ベトナム）
- ベトナム国家大学ホーチミン市国際大学（ベトナム）
- デリー大学（インド）
- 曁南大学（中国）
- タリン工科大学（エストニア）
- 東北大学（中国）秦皇島分校（中国）

## 大学関係者と組織

### 大学関係者一覧
- 池上徹彦：元学長（2001年 - 2006年）
- 角山茂章：元学長（2006年 - 2013年）、元顧問（2014年 - 2015年）
- 岡嶐一：元学長（2014年4月-2020年3月）
- 宮崎敏明：元学長（2020年4月-2023年7月）[12][13]
- 束原恒夫：現学長 (2023年12月 - )[14]

## Wiki関係他プロジェクトリンク
- ウィキブックス (Wikibooks)
  - 会津大対策